# Acaena minor
Acaena minor is een plantensoort uit de rozenfamilie (Rosaceae). Het is een klein plantje dat uitgestrekt over de grond groeit. De hoofdstengels worden 700 millimeter lang. De zijstengels zijn rechtopstaand worden tot 50 millimeter hoog. De blaadjes groeien in zes of zeven paren en zijn kaal van boven. Aan de onderzijde van de blaadjes zitten lange zijdeachtige haren. De bloeiwijze is 30-40 millimeter lang. Elk bloemetje heeft twee meeldraden, paarse helmknoppen en een witte stijl.
De soort telt twee variëteiten. Acaena minor var. minor komt voor op de bij Nieuw-Zeeland behorende Sub-Antarctische Aucklandeilanden en Campbelleiland. Acaena minor var. antarctica komt voor op de eveneens Sub-Antarctische Antipodeneilanden en het bij Australië behorende Macquarie-eiland.

## Variëteiten
- Acaena minor var. antarctica (Cockayne) Allan
- Acaena minor var. minor